# ル・アーヴル

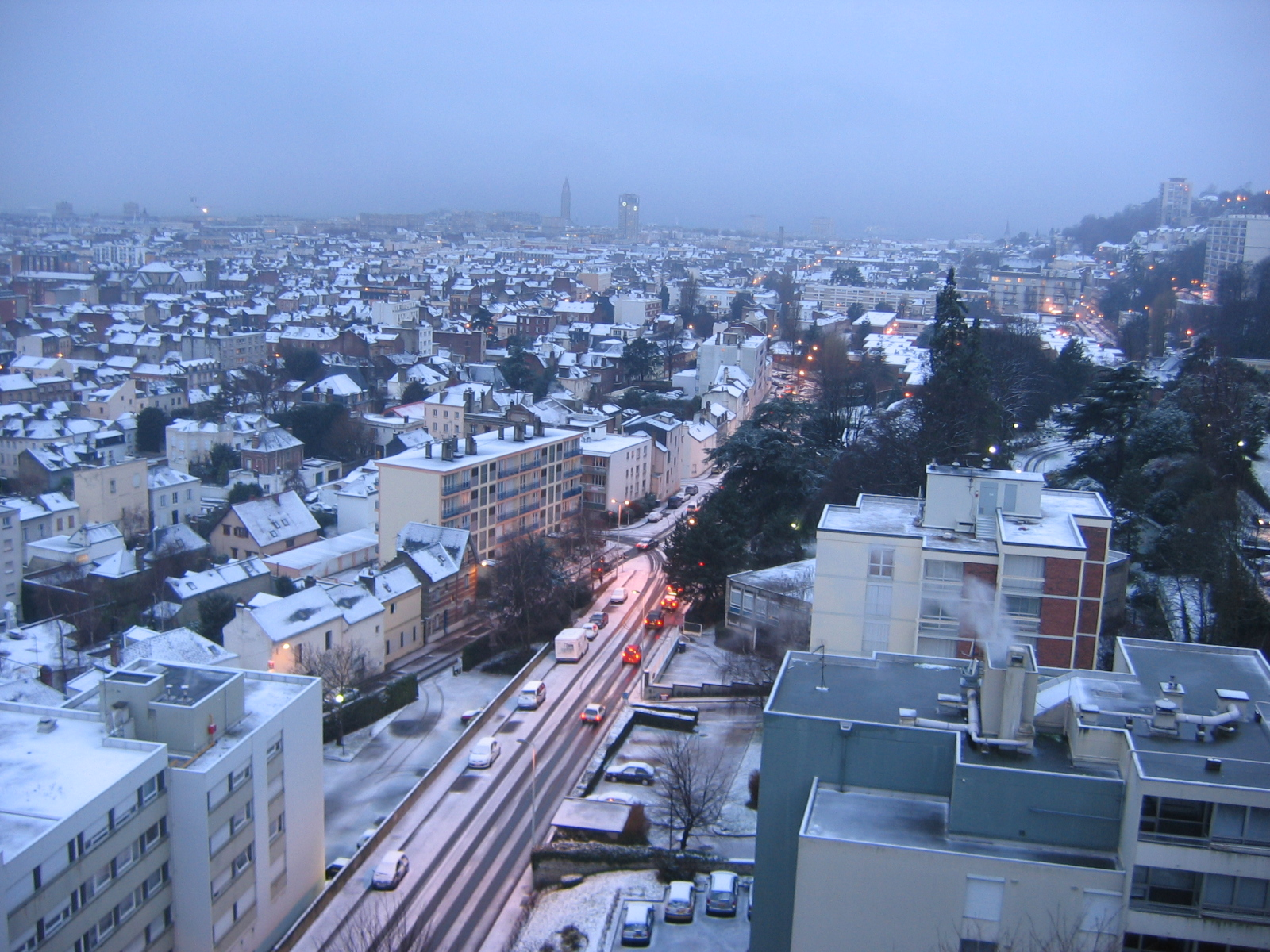
ル・アーヴルの街並

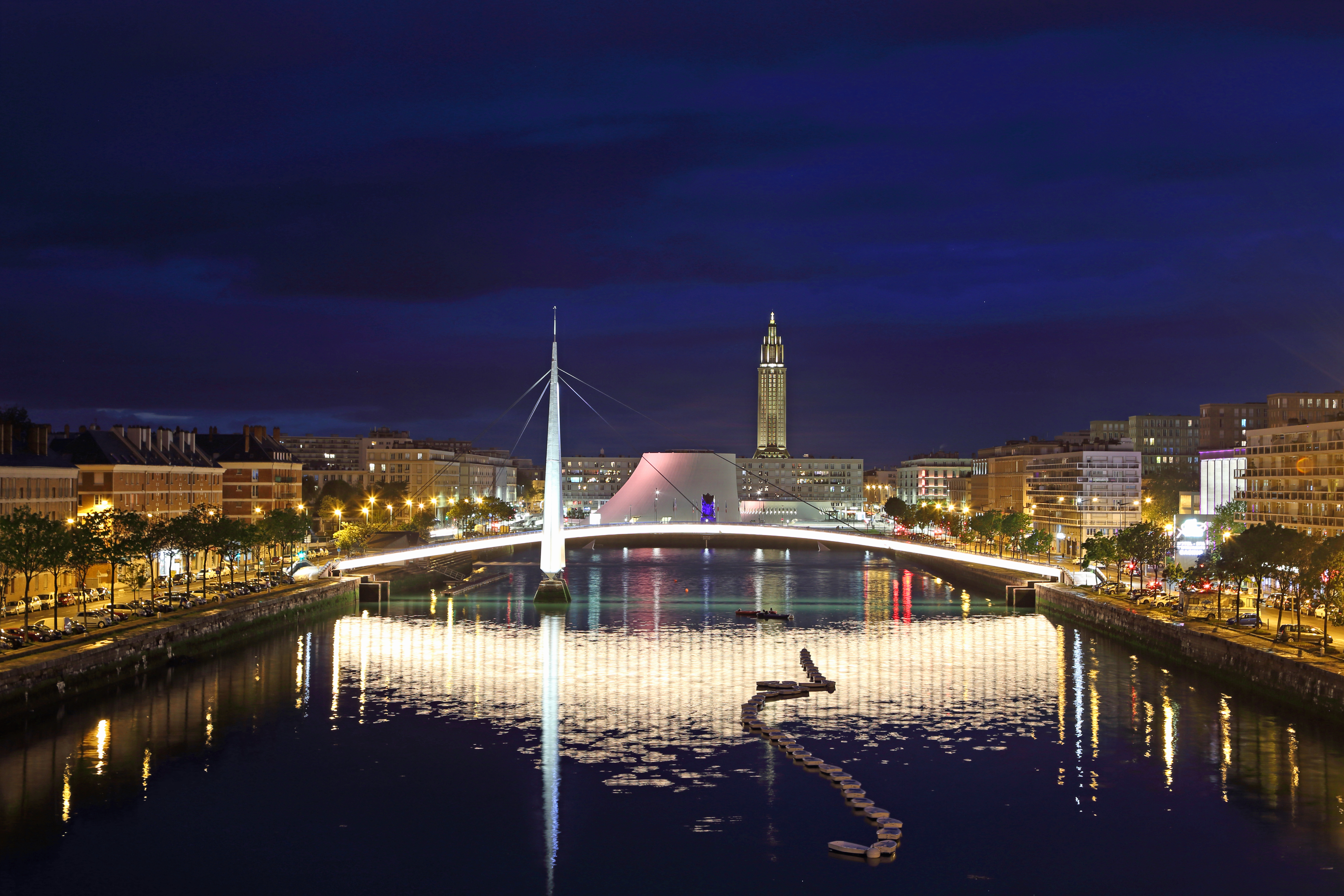
ル・アーブル中心部

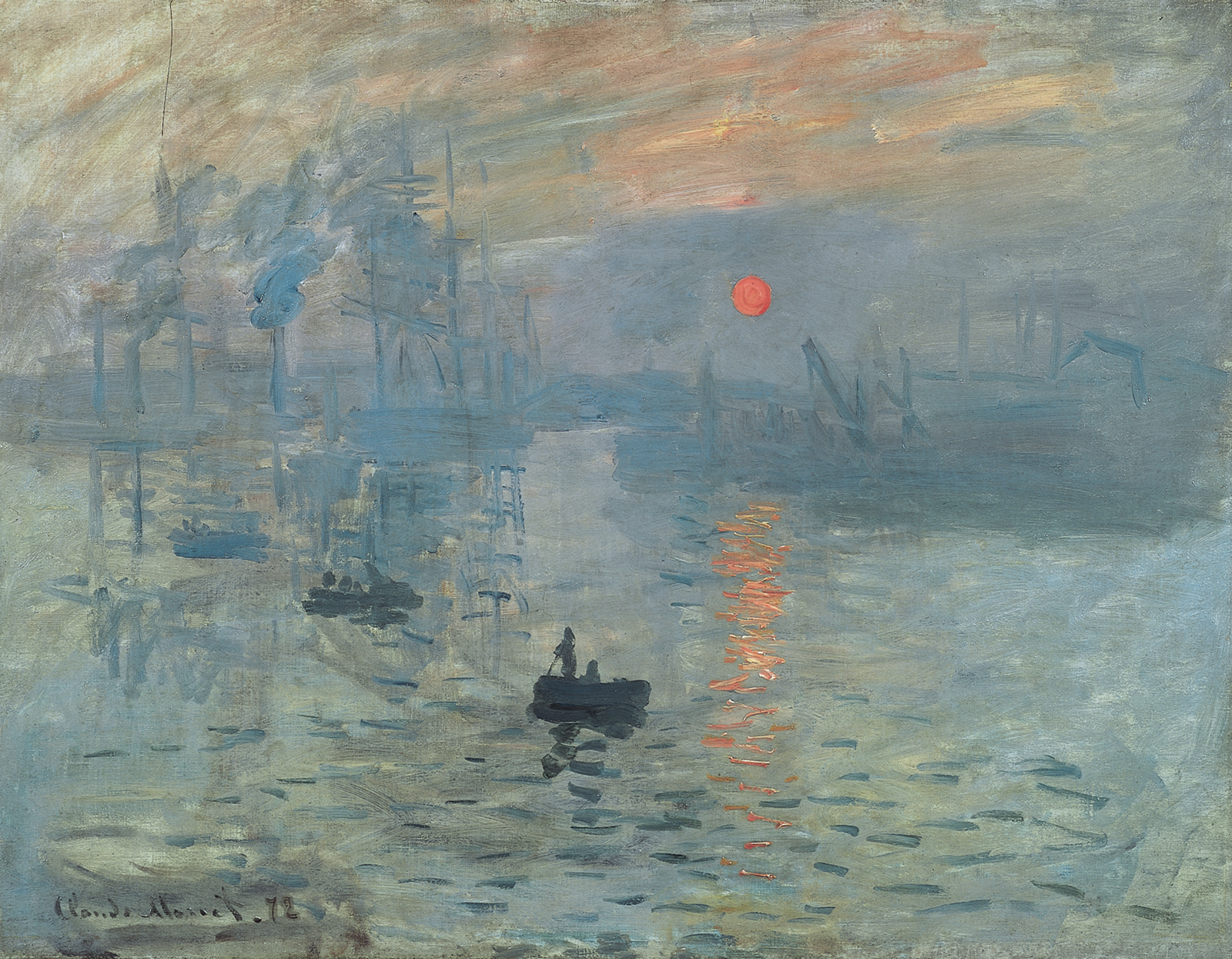
クロード・モネが1872年にル・アーブル港を描いた『印象・日の出』

ル・アーヴル（フランス語: Le Havre）は、フランス北西部の大西洋に臨む港湾に位置する都市。セーヌ川右岸の河口にあたり、ルーアンを首都とするノルマンディー地域圏セーヌ=マリティーム県に属する。港湾の規模はマルセイユに次ぎ、大西洋岸ではフランス第1位の規模である。
対岸のオンフルールとの間には、1995年にノルマンディー橋が架けられた。
2005年、戦後再建された中心部の街並みが「オーギュスト・ペレによって再建された都市ル・アーヴル」としてユネスコの世界遺産（文化遺産）に登録された。

## 歴史について
古い港が泥の堆積のため使用できなくなったため、1517年に建市され、当初はフランソワ1世にちなんでフランシスコポリスと命名された。その後まもなく、ル・ポール・ド・グラース（Le Port de Grace）やル・アーヴル・ド・グラース（Le Havre de Grace）などと呼ばれるようになった。アーヴル（Havre、男性名詞）は現代では一般的には使われないが、中期フランス語で港を意味する。つまり、どちらの名称も「グラースの港」を意味したが、これは港の近くにあったノートル=ダム=ド=グラース礼拝堂（la chapelle de Notre-Dame-de-Grâce）にちなんでいる。
第一次世界大戦中の1914年10月13日から1918年11月にかけ、ドイツに国土の大半を占領されたベルギーの政府は、ル・アーヴルの北西近郊のサン＝タドレス（Sainte-Adresse）に移転して活動した（第一次世界大戦期のベルギー亡命政府）。
第二次世界大戦中、ノルマンディー上陸作戦から続くアストニア作戦の艦砲射撃と空爆で破壊され、戦後「鉄筋コンクリートの巨匠」とも呼ばれた建築家オーギュスト・ペレによって再建された。
2020年6月に行われた市長選挙では、現職首相のエドゥアール・フィリップが出馬、当選を果たした。制度上、フランスの首相と市長の兼務も可能ではあったが、7月3日には大統領に辞表を提出。市長職に専念することとなった。

## 名称について
ル・アーヴルのル（le）は、フランス語の男性形定冠詞であり、前置詞と結合することがある。たとえば前置詞àと結合するとau（オ）となるため、ル・アーヴルはオ・アーヴル（au Havre）に変化する。前置詞"de"なら"du"（デュ）で、デュ・アーヴル（du Havre）である。なお、H（アッシュ）が無音であればエリジヨンを起こし「ラーヴル」となるが、この場合"Havre"はゲルマン系の語彙（英語の"haven"と同根）であり有音なので「ルアーヴル」と読む。

## 姉妹都市
- 大連 中華人民共和国
- サウスハンプトン イギリス
- ポワントノワール コンゴ共和国
- サンクトペテルブルク ロシア
- タンパ、フロリダ州 アメリカ合衆国
- マクデブルク ドイツ

## 出身者
- ルネ・コティ：第四共和政期の大統領
- クリスティーヌ・ラガルド：欧州中央銀行総裁、IMF専務理事、フランス財務大臣。幼少期を同地で育った。
- アルテュール・オネゲル：作曲家（スイス国籍）
- アンドレ・カプレ：作曲家・指揮者
- クロード・モネ：画家[4]
- ラウル・デュフィ：画家
- ジャン・デュビュッフェ：画家
- ポール・フレール：自動車ジャーナリスト（現・ベルギー国籍）
- ジェロム・レ・バンナ：格闘家
- レーモン・クノー：詩人・作家
- ローラン・リュキエ：司会者